# Túnel da Covanca
O Túnel Engenheiro Raymundo de Paula Soares, popularmente conhecido como Túnel da Covanca, localiza-se na cidade e estado do Rio de Janeiro, no Brasil.
É um dos túneis da Linha Amarela, via expressa carioca que liga a Ilha do Fundão a Jacarepaguá.
Inaugurado em 8 de novembro 1997, constitui-se de duas galerias paralelas com a extensão de 2.197 metros, atravessando a serra dos Pretos-Forros, entre o bairro de Jacarepaguá (emboque sul) e o da Água Santa (emboque norte), próximo à praça de pedágio. Construído com uma tuneladora de tecnologia sueca capaz de escavar até 7 m por dia, é um dos maiores túneis urbanos do mundo. Possui sistema de controle da poluição.